# Caduta del comunismo in Albania
La caduta del comunismo in Albania è iniziata nel dicembre del 1990 con manifestazioni studentesche e si concluse nella prima metà del decennio.

## Storia
Nella Repubblica Popolare Socialista d'Albania, Enver Hoxha aveva governato per quattro decenni con il pugno di ferro. Tra il 1945 e il 1990 furono condannati a morte mediante fucilazione, impiccagione o altro circa 5.000 uomini e 450 donne. Inoltre furono incarcerati 34.135 persone tra cui 1.000 morti in carcere per i continui maltrattamenti. Ancora oggi molte famiglie stanno cercando i resti dei loro cari.
Nel 1989 iniziarono le prime rivolte a Scutari (Shkodra), dove la gente chiedeva la demolizione della statua di Stalin. La rivolta si diffuse nelle altre città. Il regime introdusse alcune liberalizzazioni, compresa la libertà di viaggiare all'estero, prima negata quasi a tutti.
Le elezioni del marzo 1991 lasciarono i comunisti ancora al potere, ma uno sciopero generale e l'opposizione cittadina esercitarono forti pressioni per la creazione di un governo di coalizione che includesse anche non-comunisti. Nelle elezioni successive i comunisti furono sconfitti dal Partito Democratico d'Albania di Sali Berisha, tra il collasso economico e i disordini sociali. Nel mese di Agosto una nave mercantile che aveva scaricato zucchero di canna proveniente da Cuba venne dirottata verso Bari da circa 20.000 persone che speravano di essere accolte in Italia come profughi.

## Conseguenze
Dopo la sconfitta politica dei comunisti, iniziò un periodo travagliato tra il collasso economico e i disordini sociali, che culminò nell'anarchia albanese del 1997 che terminò dopo le elezioni politiche svoltesi nello stesso anno e che portò alla vittoria del Partito Socialista d'Albania e ad un periodo di transizione che sfociò nella promulgazione della "Costituzione della Repubblica di Albania" nel novembre del 1997.